# Gerhard Uhmann
Gerhard Uhmann (Teplitz, 9 november 1928 - Pressath, 7 september 2007) was een Tsjechisch entomoloog.
Uhmann werd geboren in Teplitz (nu Teplice), in het Boheemse deel van Tsjechië, toen Sudetenland. Hij groeide op in de omgeving van het Ertsgebergte, waar zijn liefde voor de natuur begon. Na zijn school werd hij aan het einde van de Tweede Wereldoorlog nog opgetrommeld om bij de marine te gaan, hij heeft echter nooit een schip gezien en werd op 5 mei 1945 door de Russen krijgsgevangen gemaakt. Na de oorlog werd hij leerling technisch tekenaar bij Siemens in Bad Neustadt an der Saale. Pas toen hij van Düsseldorf naar het meer landelijke Pressath in Oberpfalz verhuisde had hij meer gelegenheid zich in de entomologie te verdiepen en dan vooral in de studie van de kevers (coleoptera). Hij specialiseerde zich in de jaren 70 in de groep van de snoerhalskevers (Anthicidae). Hij had een grote collectie van deze kevers vergaard en kreeg exemplaren van over de hele wereld toegestuurd. Hij beschreef vele nieuwe soorten. Zijn collecties bevinden zich in de Zoologische Staatssammlung München.
- Museum of New Zealand Te Papa Tongarewa: 27415
- Virtual International Authority File: 311325372